# فافنهوفن آن در ایلم
شهر فافنهوفن آن در ایلم (به آلمانی: Pfaffenhofen an der Ilm) در ایالت بایرن در کشور آلمان واقع شده‌است.